# Wilhelm Hauchecorne
Pour les articles homonymes, voir Hauchecorne.
Heinrich Lambert Wilhelm Hauchecorne (né le 13 août 1828 à Aix-la-Chapelle ; † 15 janvier 1900 à Berlin) est un géologue allemand. Premier président de la Commission géologique de Prusse (Preußische Geologische Landesanstalt), il s'attacha à définir un certain nombre de conventions cartographiques destinées aux cartes géologiques. Lors du 3e congrès international de Géologie (1885), organisé spécialement à Berlin, il proposa ces conventions comme premier standard international.

## Biographie

### Étudiant en géologie
Wilhelm Hauchecorne est issu d'une famille huguenote originaire de Normandie, d'abord établie à Bayreuth puis, au début du XVIIIe siècle, à Berlin. Son père était inspecteur du Trésor en disponibilité et travaillait pour le compte d'une compagnie de chemin de fer, la Compagnie des chemins de fer rhénans, dont il était d'ailleurs l'un des cofondateurs. Son grand-père était pasteur au temple de la Friedrichstadt à Berlin, professeur de Mathématique et directeur de lycée. L'enfance de Wilhelm et de ses trois sœurs, au sein d'une famille bourgeoise, fut un terreau intellectuel favorable. Il manifesta très jeune une passion pour les minéraux en se constituant une petite collection de roches et de minéraux. Il conserva ce passe-temps toute sa vie, et sa collection personnelle, qu'il appelait lui-même la Hauchecornesche Sammlung forma plus tard l’embryon de la collection minéralogique de l'Administration des Mines de Berlin.
Hauchecorne fréquenta le gymnasium de Cologne avant d'entrer comme stagiaire à la Direction des Mines de Bonn. Il étudia ensuite pendant plus de six années la minéralogie et la « géognosie » à l’École des mines de Berlin, sous la direction de Heinrich Ernst Beyrich, Gustav Rose et de Christian Samuel Weiss, passa enfin son diplôme d'ingénieur en 1853 à l’École des mines de Freiberg. Fort de ce titre, il fut nommé directeur d'une mine de cuivre pour le compte de l’État.

### Inspecteur des Mines de Prusse

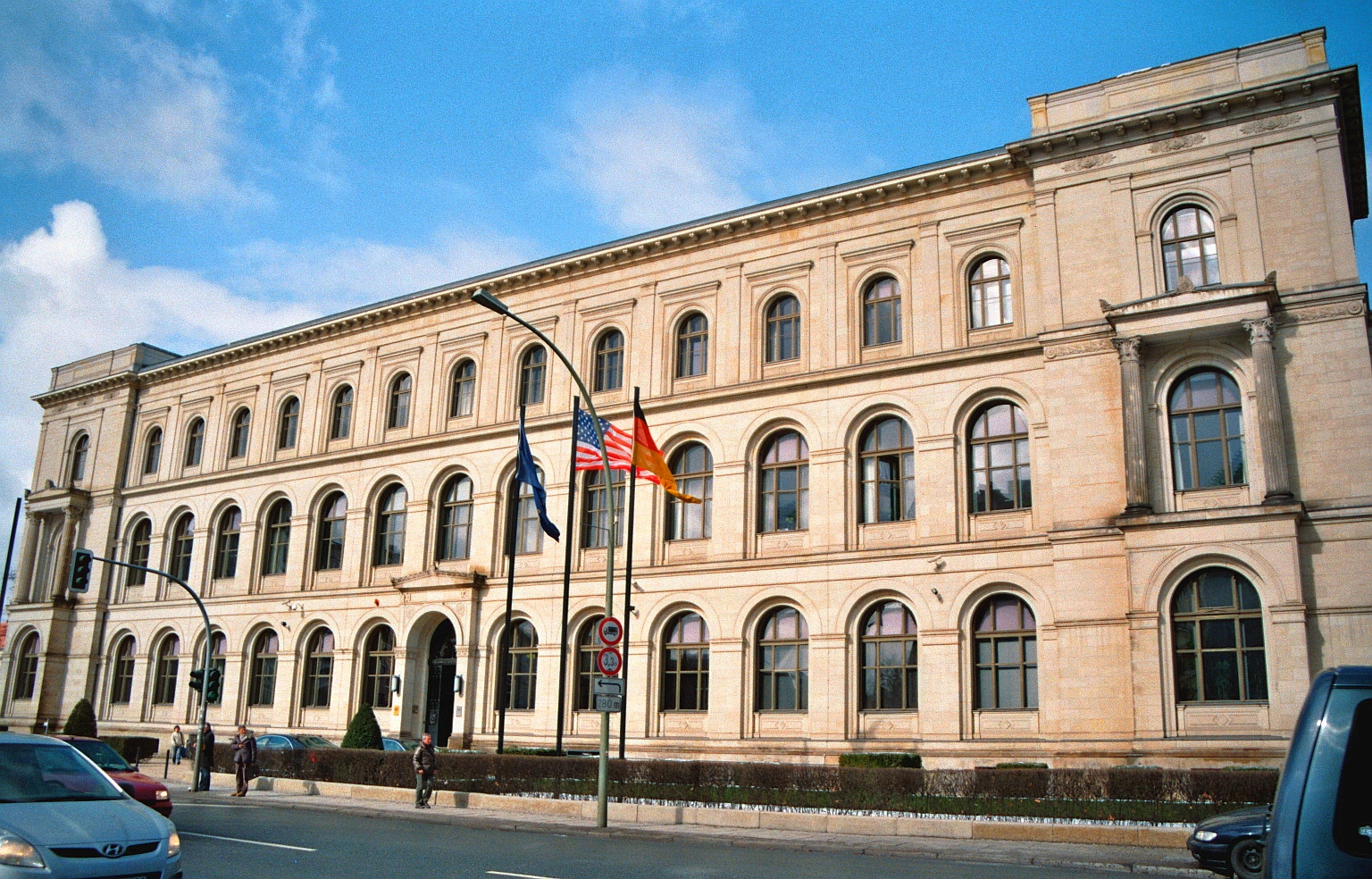
L’École des Mines de Berlin (bergakademie Berlin), construite entre 1875 et 1878 par l'architecte August Thiede au no 44 Invalidenstraße (Berlin-Mitte), est aujourd'hui le siège du Ministère Fédéral des Transports et de l'Urbanisme.

En 1855 il épousa Alwine Althans, fille du Conseiller d’État Carl Ludwig Althans (de). L'année suivante, il démissionna de sa charge pour prendre la direction d'une mine privée plus importante, mais dès 1858 il retrouvait le service de l'État au poste de conseiller auprès du bassin minier de Mayen. En 1860, il prépara l'examen pour l'Inspection des Mines de Bonn (Oberbergamt Bonn), fut promu en 1862 auditeur au Conseil des Mines (Bergbaubeamtengrad), puis nommé en 1865 inspecteur des Mines.
Il fut appelé en 1866 à Berlin au ministère au département  Mines-Métallurgie et salines. Il dirigea la rédaction du Zeitschrift für Bergwesen-, Hütten - und Salinenwesen et représentait l'administration des Mines au sein de l’École des mines de Berlin. Cette même année, le décès du directeur de cet établissement amena sa nomination comme directeur de l’École.
Cela faisait longtemps que Heinrich Ernst Beyrich réclamait pour la Commission Géologique de Prusse l'établissement de cartes géologiques à l'échelle du 1:25.000, mais cette demande avait chaque fois été repoussée. Hauchecorne, chargé des affaires cadastrales au ministère, appuya cette fois la demande de son ancien professeur. Il parvint à convaincre le Ministre et par là jeta les bases de la stratigraphie moderne. Pour accomplir ce projet de longue haleine, il réunit en 1876 les plus éminents géologues d'Allemagne et imposa les méthodes modernes de la géodésie et de la topographie.

### Membre de la commission frontalière de l'Alsace-Lorraine
Mais la Guerre de 1870 interrompit ces préparatifs. Hauchecorne s'engagea comme volontaire et exerça pour quelques mois la charge de directeur des Mines, des forges et des mines de sel de Haguenau en Alsace ; puis on l'appela à la direction de la manufacture de Tabac de Strasbourg, et enfin il fut choisi comme membre de la « Commission Frontalière » (Grenzregulierungs-Kommission) chargée du redécoupage de la Lorraine : il devait s'assurer que les négociations frontalières assureraient à l'Allemagne la plus grande partie des gisements de fer du bassin lorrain. Hauchecorne prit tellement cette tâche à cœur qu'il s'assura lui-même de l'emplacement des bornes frontalières de l'Alsace-Lorraine. Les autorités récompensèrent son zèle au service de l'empire en le décorant de la croix de fer, et le chancelier Bismarck vint lui-même à un banquet donné en son honneur.

### Création du Service Géologique de Prusse

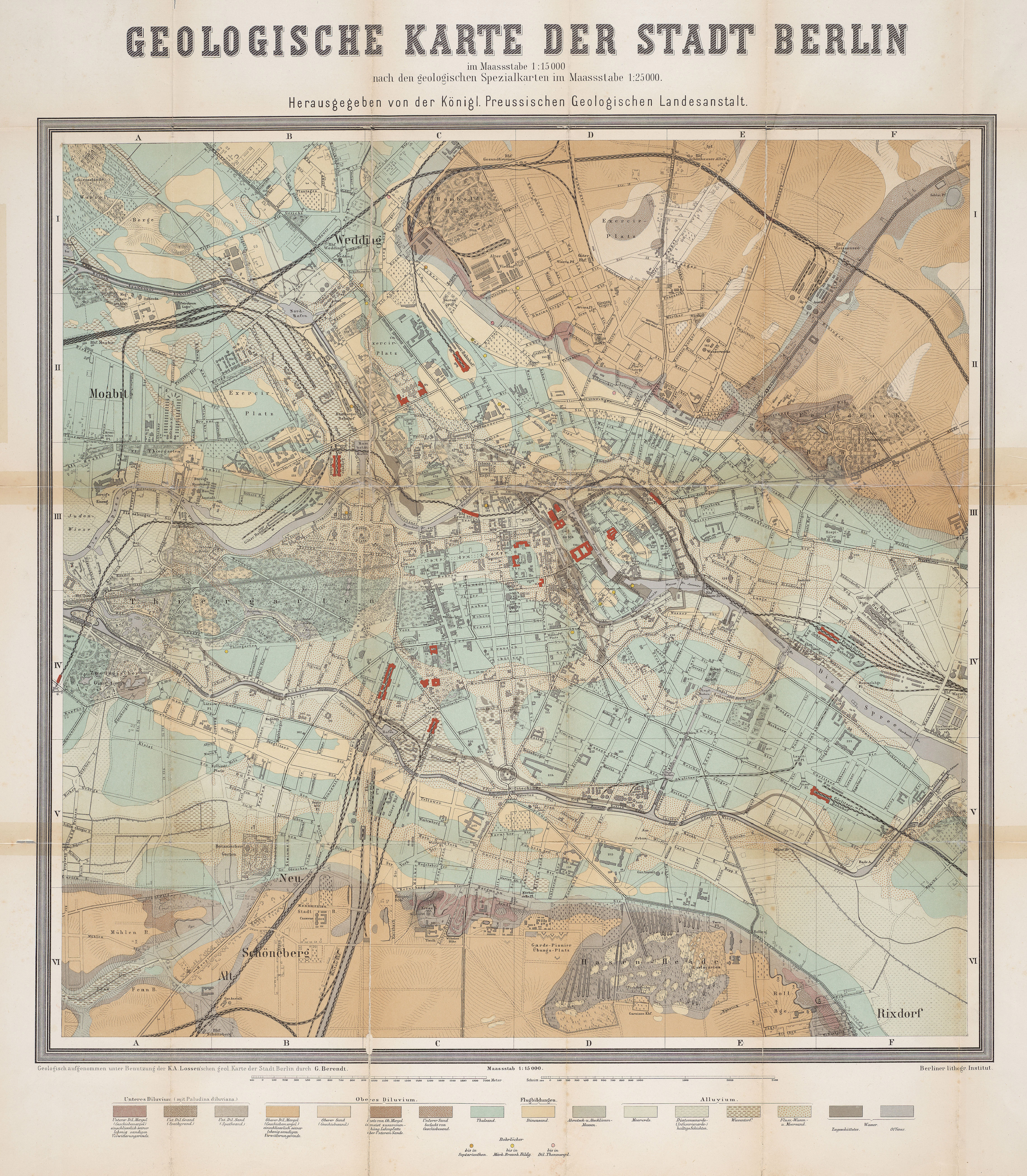
Carte géologique de Berlin (1885).

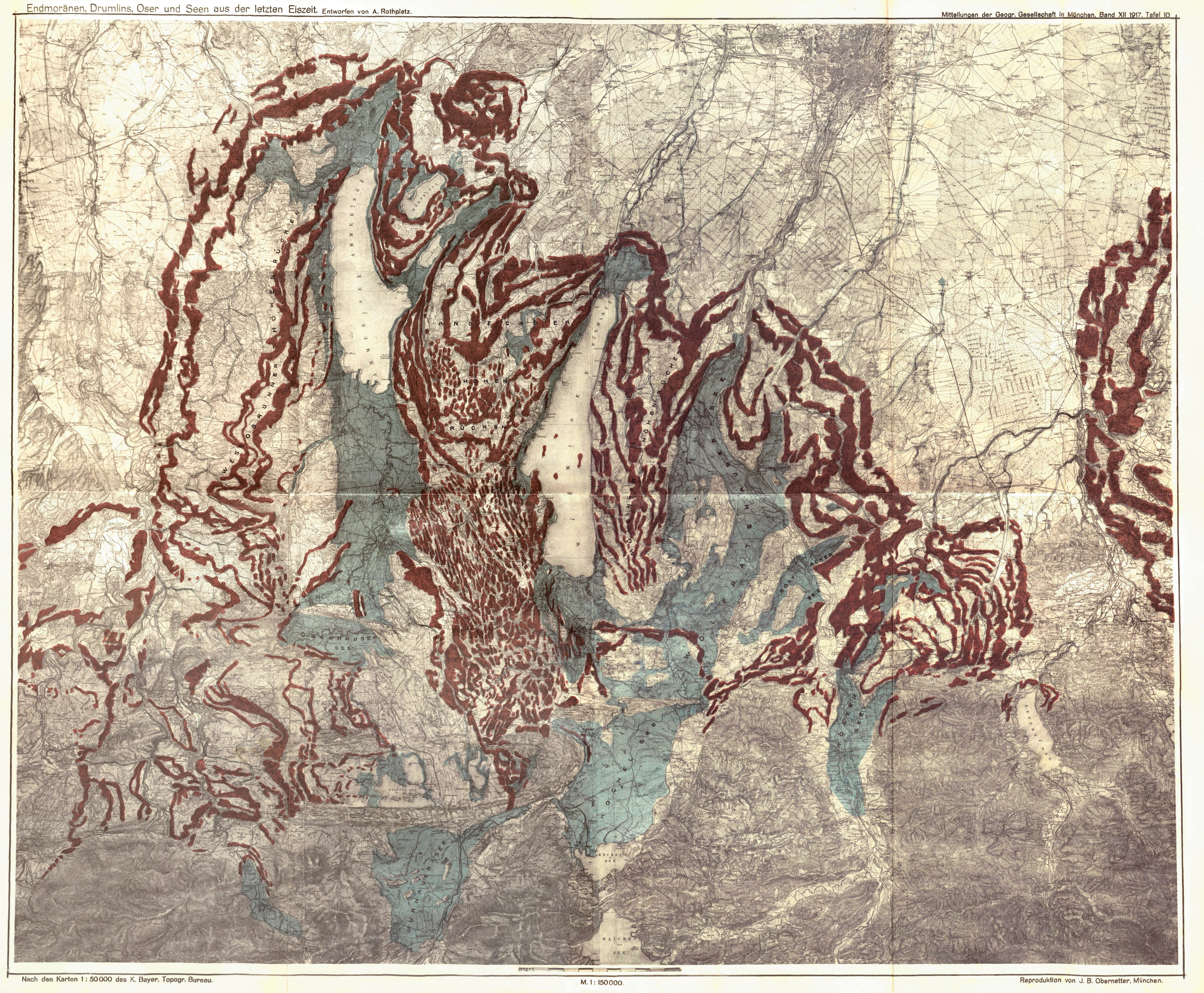
Carte géologique de l'Isar-Vorland (éd. de 1917)

Hauchecorne était désormais l'un des hauts fonctionnaires de la Prusse. C'est pourquoi on le chargea, avec son maître Beyrich, de créer le Service Géologique de Prusse (Preußische Geologische Landesanstalt), organisme appelé à coordonner les enquêtes géologiques de toutes les Provinces prussiennes. En 1873, les deux hommes prirent la direction de cette nouvelle administration, qui absorba bientôt l’École des Mines de Berlin, avec son Musée de Géologie et de Minéralogie, sa bibliothèque scientifique et ses laboratoires de Métallurgie. Hauchecorne dotait ainsi la Prusse d'un centre de formation et de recherche intégré.

### Les grandes cartes géologiques
À l'occasion de la révision géodésique de la Prusse (Preußische Neuaufnahme), Hauchecorne ajouta à ses titres une réputation internationale de cartographe. Il vérifiait et assemblait en effet lui-même toutes les planches cartographiques adressées par les différents services régionaux et décidait lui-même des conventions à adopter pour représenter au mieux les spécificités locales des territoires. Le système de couleurs et de symboles cartographiques qu'il adopta, dépassa les frontières et s'imposa à tous les pays germanophones. Lors du Congrès International de Géologie de  Bologne (1881), on lui attribua la direction de la compilation de la grande carte géologique unifiée de l’Europe au 1:1 500 000e. La première planche de cette carte fut achevée par Hauchecorne et Beyrich dès 1885 ce qui leur permit d'en faire la présentation au 3e Congrès International qui se tenait justement à Berlin. Ce congrès leur donna l'occasion de proposer la première standardisation internationale des cartes géologiques.
En 1890, Hauchecorne présida une conférence internationale sur la protection des travailleurs.
Wilhelm Hauchecorne mourut le 15 janvier 1900. Il a été inhumé dans le caveau familial du Cimetière de la Sainte-Trinité, dans la Bergmannstraße de Berlin-Kreuzberg. Sa stèle funéraire a été sculptée par Fritz Heinemann (de).
Il laissait à sa mort deux fils et une fille ; Wilhelm Jr. (1856–1935) sera juge d'appel à Berlin, son petit-fils Friedrich (1894–1938) sera de 1929 à 1938 Directeur du zoo de Cologne. Son arrière-petite-fille Amélie sera biologiste ; elle épousera l'éthologiste Otto Koehler.

## Distinctions
- Décoré de la Croix de fer
- 1876 : promu conseiller d'État (collège des Mines)
- 1886 : docteur honoris causa de l’université de Heidelberg
- 1891 : nommé inspecteur général des Mines.
- 1892 : une roche sulfatique de Nickel-Antimoine-bismut récemment découverte est baptisée Hauchecornite (de)[1],[2]

## Œuvres
- Denkschrift über die Ertragsfähigkeit des erweiterten Eisenbahn-Unternehmens der Rheinischen Eisenbahn-Gesellschaft auf dem linken Rheinufer der preußischen Rheinprovinz, DuMont-Schauberg, Cologne, 1855
- Denkschrift zur Begründung einer Eifel-Eisenbahn von Düren nach Schleiden in der Rheinprovinz, DuMont-Schauberg, Cologne, 1852

## Sources
- (de) Hans Udluff, « Hauchecorne, Wilhelm », dans Neue Deutsche Biographie (NDB), vol. 8, Berlin, Duncker & Humblot, 1969, p. 74–75 (original numérisé).
- Zum 175. Geburtstag von Wilhelm Hauchecorne, Biographie  d'après le site Bundesanstalt für Geowissenschaften und Rohstoffe
- (en) Biographical Archive d'après le site The Mineralogical Record
- (de) Biographie de Frank Eberhardt

- (de) Cet article est partiellement ou en totalité issu de l’article de Wikipédia en allemand intitulé « Wilhelm_Hauchecorne » (voir la liste des auteurs).